# Supercoppa italiana 2023
La Supercoppa italiana 2023, denominata EA SPORTS FC Supercup per ragioni di sponsorizzazione, è stata la 36ª edizione della competizione e si è disputata dal 18 al 22 gennaio 2024 in Arabia Saudita.
È stata la prima a svolgersi con il nuovo formato della final four, che prevede la disputa di semifinali e finale. A partecipare sono state il Napoli, vincitore della Serie A 2022-2023, l'Inter, vincitrice della Coppa Italia 2022-2023, la Lazio, seconda classificata della Serie A, e la Fiorentina, finalista della Coppa Italia.
Il torneo è stato vinto dall'Inter, all'ottavo successo nella competizione, dopo aver sconfitto in finale il Napoli, con il punteggio di 1-0. I nerazzurri, al terzo successo di fila nella manifestazione, hanno eguagliato il primato di vittorie consecutive del Milan, stabilito nel triennio 1992-1994, e superato proprio i rossoneri nell'albo d'oro del torneo.

## Partecipanti
Per la prima volta partecipano alla competizione, oltre alle vincitrici della Serie A e della Coppa Italia, anche la seconda classificata della Serie A e la finalista della Coppa Italia. Nel caso in cui la vincitrice oppure la seconda classificata della Serie A fossero corrisposte a una o ad entrambe le finaliste della Coppa Italia, sarebbe subentrata la terza classificata della Serie A ed eventualmente la quarta classificata.
| Squadre    | Qualificazione                               | Partecipazioni precedenti (il grassetto indica la vittoria)           |
| ---------- | -------------------------------------------- | --------------------------------------------------------------------- |
| Napoli     | Vincitrice della Serie A 2022-2023           | 4 (1990, 2012, 2014, 2020)                                            |
| Inter      | Vincitrice della Coppa Italia 2022-2023      | 11 (1989, 2000, 2005, 2006, 2007, 2008, 2009, 2010, 2011, 2021, 2022) |
| Lazio      | Seconda classificata della Serie A 2022-2023 | 8 (1998, 2000, 2004, 2009, 2013, 2015, 2017, 2019)                    |
| Fiorentina | Finalista della Coppa Italia 2022-2023       | 2 (1996, 2001)                                                        |

## Formato
La competizione prevede la disputa di tre gare, due semifinali e la finale per l'assegnazione del titolo. Se al termine dei 90 minuti dei tempi regolamentari il risultato è di parità, non è prevista la disputa dei tempi supplementari, ma si procede direttamente a far battere i tiri di rigore. La prima semifinale vede affrontarsi la vincitrice della Serie A e la finalista della Coppa Italia, mentre la seconda semifinale vede affrontarsi la vincitrice della Coppa Italia e la seconda classificata del campionato. La finale mette di fronte le vincitrici delle due semifinali.

## Tabellone
|  | Semifinali | Semifinali | Semifinali |       |        | Finale | Finale | Finale |  |
|  |            |            |            |       |        |        |        |        |  |
|  | Napoli     | Napoli     | 3          |       |        |        |        |        |  |
|  | Napoli     | Napoli     | 3          |       |        |        |        |        |  |
|  | Fiorentina | Fiorentina | 0          |       |        |        |        |        |  |
|  | Fiorentina | Fiorentina | 0          |       | Napoli | Napoli | 0      |        |  |
|  |            |            |            |       | Napoli | Napoli | 0      |        |  |
|  |            |            | Inter      | Inter | 1      |        |        |        |  |
|  | Inter      | Inter      | Inter      | Inter | 1      | 3      |        |        |  |
|  | Inter      | Inter      |            |       |        |        |        |        |  |
|  | Lazio      | Lazio      | 0          |       |        |        |        |        |  |

### Semifinali
| Arbitro: | La Penna (Roma 1) |

|                             |           |  |
| Simeone 22’ Zerbin 84’, 86’ | Marcatori |  |

| Arbitro: | Marchetti (Ostia Lido) |

|                                               |           |  |
| Thuram 17’ Çalhanoğlu 50’ (rig.) Frattesi 87’ | Marcatori |  |

### Finale
| Arbitro: | Rapuano (Rimini) |

|  |           |                |
|  | Marcatori | 90+1’ Martínez |

| Napoli | Inter |

| P               | 95              | Pierluigi Gollini      |          |     |
| D               | 22              | Giovanni Di Lorenzo    |          |     |
| D               | 13              | Amir Rrahmani          | 42’      |     |
| D               | 5               | Juan Jesus             |          |     |
| C               | 30              | Pasquale Mazzocchi     |          | 74’ |
| C               | 68              | Stanislav Lobotka      |          |     |
| C               | 24              | Jens Cajuste           |          | 74’ |
| C               | 23              | Alessio Zerbin         | 46’      | 58’ |
| A               | 21              | Matteo Politano        |          | 70’ |
| A               | 18              | Giovanni Simeone       | 55’, 60’ |     |
| A               | 77              | Khvicha K'varatskhelia |          | 70’ |
| A disposizione: |                 |                        |          |     |
| P               | 14              | Nikita Contini         |          |     |
| P               | 16              | Hubert Idasiak         |          |     |
| D               | 6               | Mário Rui              |          | 74’ |
| D               | 50              | Luigi D'Avino          |          |     |
| D               | 55              | Leo Skiri Østigård     |          | 58’ |
| C               | 4               | Diego Demme            |          |     |
| C               | 20              | Piotr Zieliński        |          |     |
| C               | 29              | Jesper Lindstrøm       |          | 70’ |
| C               | 60              | Francesco Gioielli     |          |     |
| A               | 26              | Cyril Ngonge           |          |     |
| A               | 70              | Gianluca Gaetano       | 90’      | 70’ |
| A               | 81              | Giacomo Raspadori      |          | 74’ |
| Allenatore:     |                 |                        |          |     |
| Walter Mazzarri | Walter Mazzarri | Walter Mazzarri        | 76’      |     |

| P               | 1  | Yann Sommer          |     |       |
| D               | 28 | Benjamin Pavard      |     |       |
| D               | 15 | Francesco Acerbi     |     |       |
| D               | 6  | Stefan de Vrij       | 48’ | 62’   |
| C               | 36 | Matteo Darmian       |     |       |
| C               | 23 | Nicolò Barella       | 55’ | 63’   |
| C               | 20 | Hakan Çalhanoğlu     | 44’ |       |
| C               | 22 | Henrikh Mkhitaryan   |     |       |
| C               | 32 | Federico Dimarco     |     | 81’   |
| A               | 10 | Lautaro Martínez     |     | 90+3’ |
| A               | 9  | Marcus Thuram        |     | 81’   |
| A disposizione: |    |                      |     |       |
| P               | 12 | Raffaele Di Gennaro  |     |       |
| P               | 77 | Emil Audero          |     |       |
| D               | 30 | Carlos Augusto       |     | 62’   |
| D               | 31 | Yann Aurel Bisseck   |     | 90+3’ |
| D               | 44 | Giacomo Stabile      |     |       |
| D               | 50 | Aleksandar Stanković |     |       |
| D               | 95 | Alessandro Bastoni   |     |       |
| C               | 2  | Denzel Dumfries      |     |       |
| C               | 5  | Stefano Sensi        |     |       |
| C               | 14 | Davy Klaassen        |     |       |
| C               | 16 | Davide Frattesi      |     | 63’   |
| C               | 17 | Tajon Buchanan       |     |       |
| C               | 21 | Kristjan Asllani     |     |       |
| A               | 8  | Marko Arnautović     |     | 81’   |
| A               | 70 | Alexis Sánchez       |     | 81’   |
| Allenatore:     |    |                      |     |       |
| Simone Inzaghi  |    |                      |     |       |

| Assistenti arbitrali: Valerio Colarossi (Roma 2) Alessio Tolfo (Pordenone) Quarto ufficiale: Marco Di Bello (Brindisi) VAR: Aleandro Di Paolo (Avezzano) Assistente al VAR: Gianluca Aureliano (Bologna) Assistente di riserva: Luigi Rossi (Rovigo) | Regole dell'incontro: - due tempi regolamentari da 45 minuti ciascuno; - tiri di rigore in caso di parità; inizialmente cinque per squadra, e a oltranza fino a spareggio in caso di ulteriore parità; - numero massimo di 26 giocatori per squadra a referto (11 in campo e 15 come potenziali sostituti); - cinque sostituzioni permesse. |